# عروس الوحش
عروس الوحش (بالإنجليزية: Bride of the Monster) هو فيلم رعب تم إنتاجه في الولايات المتحدة وصدر في سنة 1955. الفيلم من إخراج إد وود وكتابة إد وود. من بطولة بيلا لوغوسي وتور جونسون.

## الميزانية والإيرادات
بلغت تكلفة إنتاج الفيلم حوالي 70000 دولار.

## وصلات خارجية
- عروس الوحش على موقع IMDb (الإنجليزية)
- عروس الوحش على موقع الموسوعة البريطانية (الإنجليزية)
- عروس الوحش على موقع روتن توميتوز (الإنجليزية)
- عروس الوحش على موقع نتفليكس (الإنجليزية)
- عروس الوحش على موقع ألو سيني (الفرنسية)
- عروس الوحش على موقع Turner Classic Movies (الإنجليزية)
- عروس الوحش على موقع أول موفي (الإنجليزية)
- عروس الوحش على موقع بوكس أوفيس موجو (الإنجليزية)
- عروس الوحش على موقع فيلمافينيتي (الإسبانية)
- عروس الوحش على موقع قاعدة بيانات الأفلام السويدية (السويدية)